# 圖特拉坎市鎮
43°59′N 26°34′E / 43.983°N 26.567°E

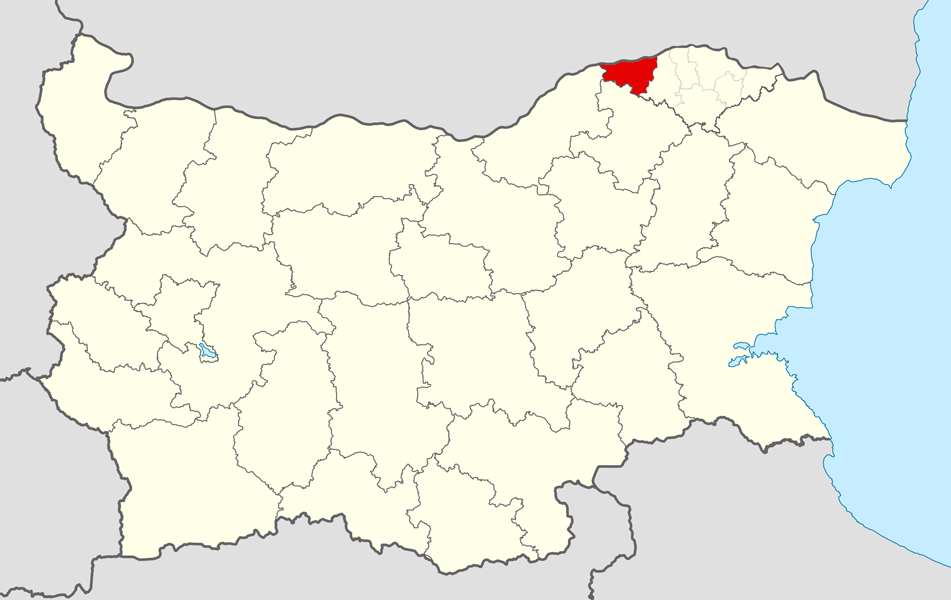

圖特拉坎市，是保加利亞的城鎮，位於該國東北部，由錫利斯特拉州負責管轄，首府設於圖特拉坎，面積448.35平方公里，2009年人口16,920，人口密度每平方公里37.74人。